# Fashion Valley Transit Center
Fashion Valley Transit Center es una estación y Centro de Tránsito del Trolley de San Diego localizada en San Diego, California funciona con la línea Verde y el Servicio de Eventos Especiales. La estación de la que procede a esta estación es Old Town Transit Center y la estación siguiente es Hazard Center.

## Zona
La estación se encuentra localizada en la Avenida del Río y Fashion Valley Road cerca del centro comercial Fashion Valley Mall.

## Conexiones
La estación cuenta con conexiones directas de rutas como la Ruta 6, 20, 25, 41, 88, 120 y 928. 